# بيدير كولبغورنسن
بيدير كولبغورنسن (بالنرويجية البوكمول: Peder Colbjørnsen)‏ هو شخصية أعمال نرويجي، ولد في 5 يوليو 1683، وتوفي في 1738.